# Comité national olympique et sportif du Rwanda
Le Comité national olympique et sportif du Rwanda (CNOSR) est le représentant national du Rwanda auprès du Comité international olympique (CIO) depuis sa création en 1984. Le CNOSR est rattaché à l'Association des comités nationaux olympiques d'Afrique.

Ancien logo

## Présidents
Les présidents du Comité national olympique et sportif du Rwanda sont :
- 1984—1992 : Aloys Nsekalije
- 1992—1994 : Augustin Ndindiliyimana
- 1994—2000 : Gédéon Rudahunga
- 2001—2009 : Ignace Beraho
- 2009 :	Aimable Bayingana
- 2009—2013 : Charles Rudakubana
- 2013—2017 : Robert Bayigamba
- 2017—2021 : Valens Munyabagisha
- 2021 (par intérim) : Felicite Rwemarika
- depuis mai 2021 : Theogene Uwayo[2]